# Blicquy
Blicquy is een dorp in de Belgische provincie Henegouwen, en een deelgemeente van de Waalse stad Leuze-en-Hainaut.
Blicquy was een zelfstandige gemeente, tot die bij de gemeentelijke herindeling van 1977 toegevoegd werd aan de gemeente Leuze-en-Hainaut.

## Bezienswaardigheden
- De Sint-Lambertuskerk uit 1776
- Het Château de la Catoire werd al in de 14e eeuw vermeld. Het huidige gebouw dateert voornamelijk van 1703 en het werd in 1825 gekocht door de familie d'Oultremont. Het wordt omringd door een park en op het goed bevindt zich ook een oude boerderij.
- Het Château du Roy de Blicquy is de ruïne van een oud kasteel dat in 1887, op de resten van een toren na, werd gesloopt.
- Het Sint-Julianusgasthuis (Hôpital Saint-Julien) bestaat al vanaf de 13e eeuw en werd in 1527 een klooster. Het complex omvat gebouwen uit diverse tijdvakken.
- De Moulin d'Anfroidpont is een watermolen, reeds vermeld in 1391 en herhaaldelijk verbouwd.
- De Moulin de la Noire Voie is een watermolen uit de 2e helft van de 19e eeuw, in 1960 omgevormd tot woonhuis.

## Natuur en landschap
Blicquy ligt in een bosrijke omgeving. De hoogte bedraagt 52 meter.

## Demografische ontwikkeling
- Bronnen:NIS, Opm:1831 tot en met 1970=volkstellingen= inwoneraantal op 31 december

## Galerij

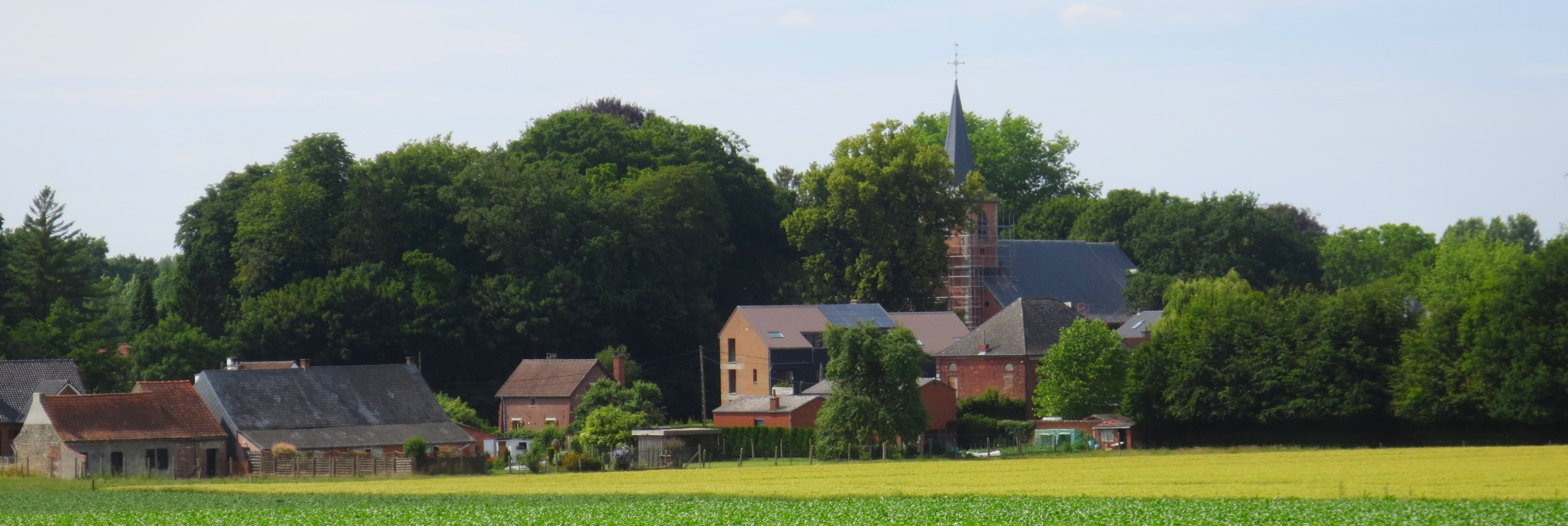
Blicquy
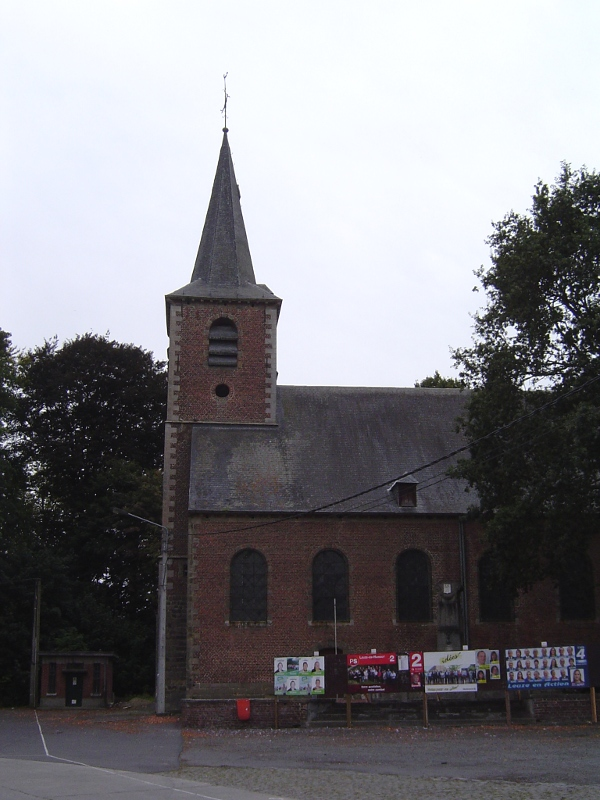
Kerk van St. Lambertus en oorlogsmonument

## Nabijgelegen kernen
Chapelle-à-Oie, Tourpes, Aubechies, Huissignies, Autreppe, Ligne, Chapelle-à-Wattines, Leuze-en-Hainaut